# BBÖ 1170
Die Baureihe 1170 waren elektrisch angetriebene Lokomotiven der Österreichischen Bundesbahnen (ÖBB) (Abkürzung bis 1938 und von 1945 bis 1951: BBÖ). Ab 1953 lautete die Reihenbezeichnung 1045.

## Geschichte
Mitte der 1920er Jahre benötigten die Österreichischen Bundesbahnen für die traktionstechnisch schwierige Mittenwaldbahn mit ihren Höchststeigungen von mehr als 36 Promille und die 1925 elektrifizierte Salzkammergutbahn Attnang-Puchheim–Stainach-Irdning möglichst universell einsetzbare Lokomotiven. Auf der Mittenwaldbahn besorgte die Reihe 1060 den gesamten Verkehr, wofür ihre Leistung nicht mehr ausreichte. Auf der Salzkammergutbahn war die Reihe 1029 im Einsatz, die wegen ihrer starren 1’C1’-Bauweise für die kurvenreiche Strecke nicht geeignet war. Die 1170 bewährten sich gut, so dass bald schon eine weiterentwickelte Reihe 1170.1 in Auftrag gegeben wurde.
Die Deutsche Reichsbahn integrierte die 1170 nach dem Anschluss Österreichs an das Deutsche Reich im Jahre 1938 als E 45.0. Nach dem Zweiten Weltkrieg befanden sich noch 12 Loks im Bestand der wiedererstandenen BBÖ. Die Loks E45 02 und 05 mussten kriegsbedingt ausgemustert werden. Die Bezeichnung E 45 blieb bis 1953 bestehen, bis das Nummernschema wieder umgestellt wurde. Die meisten Elloks behielten jedoch die "deutsche Baureihenbezeichnung" als 3. und 4. Stelle ihrer Reihenbezeichnung, so auch die 1045.
Im Rahmen von Großausbesserungen in den 1950er-Jahren wurde das Aussehen der Lokomotiven verändert: Die Stirnwandtüren wurden entfernt, sodass größere Stirnfenster verbaut werden konnten. Für eine bessere Ausleuchtung der Strecke auf kurzer Entfernung wurden die Scheinwerfer tiefer gesetzt. Die seitlichen Luftansauggitter wurden auf Fensterhöhe versetzt und die E-Bremseinrichtung ausgebaut, wodurch die markanten Brems- und Erregerwiderstände am Dach wegfielen.
Die 1045.11, welche einen Unfall erlitten hatte, wurde mit vorhandenen Ersatzteilen neu aufgebaut und als 1145.16 in den Bestand eingegliedert. 1045.03, 09 und 14 wurden in den 1970er Jahren blutorange lackiert.

### Technik
Die Entscheidung fiel auf eine vierachsige Drehgestelllokomotive mit Einzelachsantrieb. Die bis dahin üblichen Stangenantriebe wurden hier ebenso aufgegeben wie die Bauart mit großen, im Maschinenraum untergebrachten Motoren. Wie gut und richtig diese Entscheidung war, zeigte sich darin, dass bis heute der größte Teil der Streckenlokomotiven dieser Bauart angehört.
Weitere Zwangspunkte bei der Konstruktion der neuen Lokomotiven war der schwache Oberbau im vorgesehenen Einsatzgebiet, der lediglich eine Achslast (heute: Radsatzlast) von 15 t (bei abgenützten Radreifen), somit eine Gesamtmasse von 60 t zuließ. Bei einer Masse von rund 28 Tonnen des elektrischen Teiles durfte der mechanische Teil also nicht mehr als 32 Tonnen Masse aufweisen, wobei schon allein auf den Hohlwellen-Antrieb rund 5 Tonnen entfielen. Das Fahrzeug musste daher so kurz wie möglich gebaut werden, obwohl klar war, dass ein derart kurzes Drehgestellfahrzeug zu unruhigem Lauf neigen würde. So entstand eine sehr gedrungene Lokomotivreihe mit der Achsfolge Bo’Bo’.
Der mechanische Teil der ersten zehn Maschinen kam von der Wiener Neustädter Lokomotivfabrik, der der letzten vier von der Lokomotivfabrik Floridsdorf, weil die Wiener Neustädter Lokomotivfabrik inzwischen geschlossen worden war. Der elektrische Teil wurde 1927 von ELIN in Wien geliefert.
Die Fahrzeuge wurden mit einer E-Bremse ausgeliefert. Das normalerweise benötigte Bremserregeraggregat wurde eingespart, stattdessen erfolgte die Erregung der Motorfelder durch Wechselstrom, wobei die Fahrschütze auch zur Regelung der Bremskraft verwendet wurden. Mittels Bremswender wurden die Feldwicklungen der vier Motoren in Reihe geschaltet und jeder Motoranker arbeitete auf einem fixen Bremswiderstand. Für eine feinstufigere Regelung wurden zusätzliche Vorwiderstände in den Erregerkreis eingeschaltet (Bremserregerwiderstände), welche auf dem Lokdach untergebracht waren. Zur Senkung der Erhaltungsaufwandes erfolgte in den 1950er-Jahren der Ausbau der E-Bremseinrichtung.
Man verzichtete erstmals auf den Tatzlagerantrieb und wählte den voll abgefederten Sécheron-Hohlwellenfederantrieb mit Schraubenfedern. Die Maschinen 1170.01-10 wurden zu Beginn mit einer Vakuumbremse sowohl für die direkte als auch indirekte Bremse sowie zusätzlich mit einer Druckluftbremse für die indirekte Bremse ausgestattet. Die Loks 1170.11-14 erhielten nur eine Druckluftbremse, da die Mittenwaldbahn bereits neueres Wagenmaterial besaß. Im Laufe der Jahre wurden auch die ersten zehn Lokomotiven einheitlich mit einer Druckluftbremse ausgerüstet. Bei der Lokbremse kam ein für Österreich seltenes Westinghouse-Führerbremsventil zum Einsatz.
Die Lokomotiven waren mit einer Vielfachsteuerung ausgerüstet welche allerdings im Betrieb kaum benutzt wurde. Da jedes Schütz einzeln angesteuert werden musste, wurden 30-polige ELIN-Steuerdosen verbaut.

### Einsatz
Die ersten zehn Lokomotiven waren für die Salzkammergutbahn gedacht, die restlichen vier für die Mittenwaldbahn. Die Leistung der kleinen Maschinen war beachtlich, so zogen sie Güterzüge mit bis zu einem Kilometer Länge.
Die Deutsche Reichsbahn veränderte Stationierung und Einsatzgebiet der nun als E 45 bezeichneten Maschinen praktisch nicht. Zwei Fahrzeuge wurden während des Zweiten Weltkrieges so stark beschädigt, dass sie ausgemustert werden mussten.
Bei den Österreichischen Bundesbahnen nach 1945 (ab 1953 als Reihe 1045) bleib der Einsatz auch kaum verändert. Einzelne Lokomotiven, die bei Kriegsende in Deutschland verblieben waren, wurden in der Folgezeit durch Loktausch wieder zurückgeführt. Hier waren sie nun auch noch viele Jahre unverzichtbar und erhielten auch eine eingehende Modernisierung. Ab 1978 erfolgte bei Fälligkeit größerer Instandhaltungsmaßnahmen die Ausmusterung dieser Lokomotiven. Die letzte Maschine wurde bei den ÖBB 1994 ausgemustert. Die letzten drei Loks 09; 12 und 14 sind erhalten geblieben; 09 und 14 früher betriebsfähige Nostalgieloks, 12 als Denkmal in Attnang-Puchheim.
1980 wurden 1045.01 und 03 (später auch die leicht beschädigte 1045.06 als Ersatzteilspender) an die Montafonerbahn (MBS) verkauft, wo die ersten beiden bis 2009 im Betrieb standen.

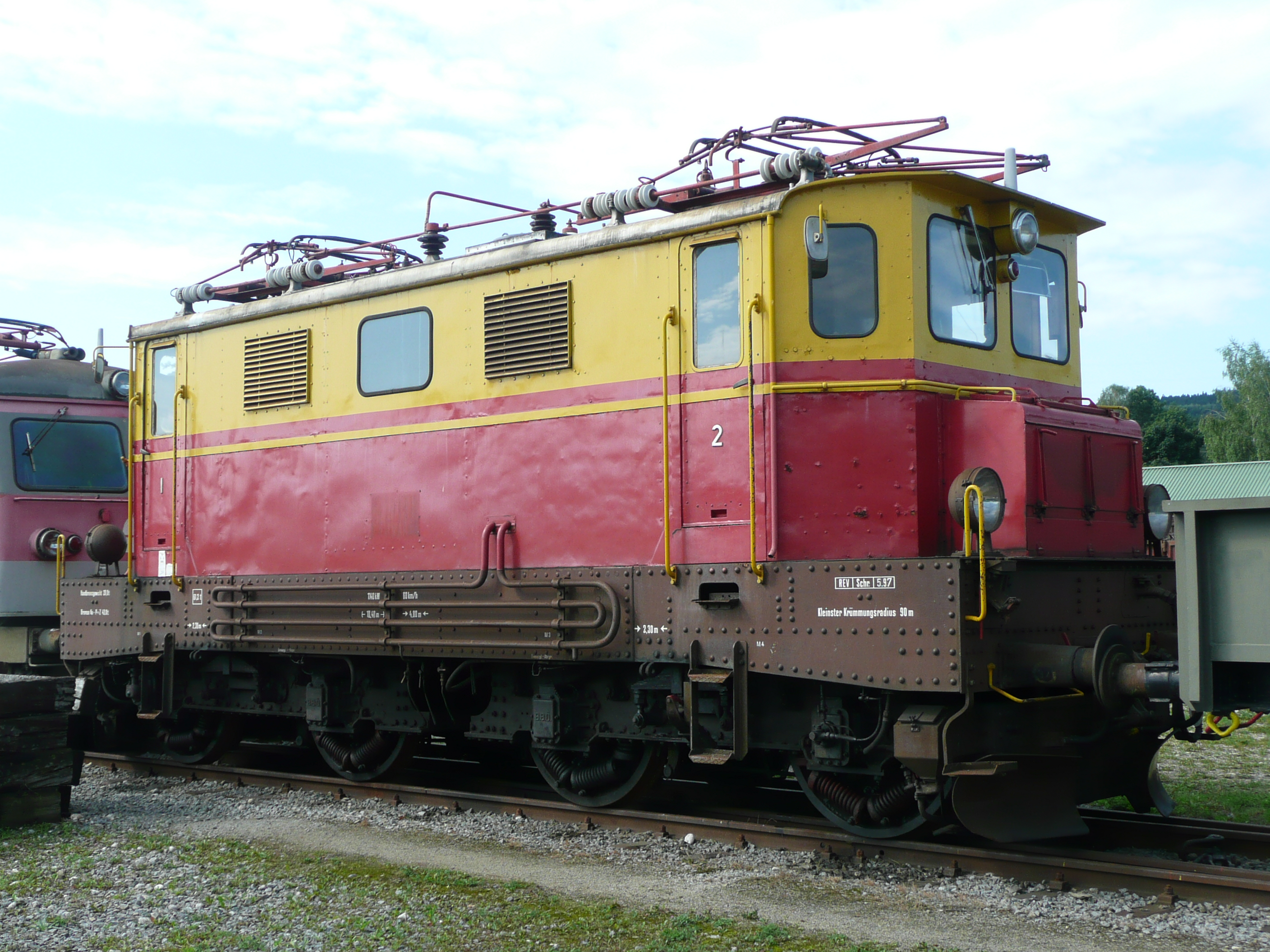
1045.03 im Eisenbahnmuseum Ampflwang, 2012

## Verbleib
Von vierzehn Loks sind fünf erhalten. 1045.01 und 1045.03 gelangten nach Ende des Einsatzes bei der MBS zur ÖGEG (Österreichische Gesellschaft für Eisenbahngeschichte) und sind heute im Lokpark Ampflwang beheimatet. Der Ersatzteilspender 1045.06 wurde verschrottet, jedoch wurden einige Teile an die ÖGEG abgegeben.
1045.09 befindet sich beim Verein "1. öSEK" im Eisenbahnmuseum Strasshof, während 1045.12 als Denkmallok in Attnang-Puchheim und 1045.14 im Depot des Eisenbahnmuseums Schwechat zu finden sind.